# Helmut Winklhofer
Helmut Winklhofer (* 27. August 1961 in Fürstenzell-Irsham) ist ein ehemaliger deutscher Fußballspieler.

## Karriere als Spieler

### Vereine
Winklhofer stand zu Saisonbeginn 1980/81 im Profi-Kader des FC Bayern München. Im Mittelfeld eingesetzt gab er sein Debüt am 7. November 1981 (13. Spieltag der Saison 1981/82), als er zur zweiten Halbzeit für Wolfgang Kraus im Heimspiel gegen den MSV Duisburg (4:0) eingewechselt wurde. Am 29. Mai 1982 (34. Spieltag) kam er zu seinem zweiten Einsatz, bei dem er auch mit dem zwischenzeitlichen 1:1 in der 44. Minute, bei der 1:3-Niederlage im Auswärtsspiel gegen den VfL Bochum, sein erstes Bundesligator erzielte.
Von 1982 bis 1985 spielte er dann für Bayer 04 Leverkusen als Abwehr-, in der letzten Spielzeit als Mittelfeldspieler.
Nach drei Spielzeiten kehrte er zum FC Bayern München zurück, und gleich am 1. Spieltag, dem 10. August 1985, unterlief ihm ein Missgeschick sondergleichen: Die Bayern gastierten bei Bayer 05 Uerdingen und mit einem missglückten Schuss, der ins Toraus gehen sollte, überwand er aus 35 Metern den Münchener Torwart Jean-Marie Pfaff. Dieser Treffer stellte nicht nur den Endstand dar, sondern war eines der kuriosesten Eigentore der Bundesligageschichte und wurde als erstes Eigentor überhaupt in der ARD Sportschau zum Tor des Monats gewählt.
Sein letztes Bundesliga-Spiel bestritt Winklhofer am 26. November 1988 (16. Spieltag), als der 1. FC Nürnberg daheim mit 1:0 bezwungen wurde. Er gehörte zwar noch zur Saison 1989/90 dem Verein an, aber aus Verletzungsgründen kam es zu keinem Einsatz mehr.
Des Weiteren spielte er
- zweimal im DFB-Pokal: Für Bayer 04 Leverkusen (7 Spiele; 2 Tore) und für den FC Bayern München (3 Spiele)
- 13 Mal (1 Tor) im Europapokal der Landesmeister (dem Vorläufer der Champions-League)
- einmal im UEFA-Pokal (dem Vorläufer der Europa League)

### Nationalmannschaft
Am 23. September 1978 debütierte Winklhofer in der U-18-Nationalmannschaft, die in Weinheim Österreich mit 2:1 besiegte. In seinem vorletzten Spiel für diese Auswahlmannschaft gelang ihm am 18. Mai 1989 in Gommern im Rahmen des UEFA-Juniorenturniers beim 6:2-Erfolg über die Auswahl Finnlands sein einziges Länderspieltor.
Winklhofer gewann mit 20 Jahren die Junioren-Weltmeisterschaft. Im Finale am 18. Oktober 1981 in Sydney gewann Deutschland mit Winklhofer in der Startformation gegen Katar mit 4:0. 
Zu den Torschützen im Endspiel gehörte auch Roland Wohlfarth vom MSV Duisburg, der spätere Mitspieler von Winklhofer bei den Bayern. Gemeinsam mit Ralf Loose war der Bayer mit vier Toren in sechs Spielen bester Torschütze der westdeutschen Junioren-Nationalmannschaft.
Des Weiteren kam er 1983 zu zwei Einsätzen in der U-21-Nationalmannschaft:
- am 22. Februar in Setúbal beim 3:1-Sieg gegen die Auswahl Portugal bei dem ihm ein Tor gelang und
- am 29. März in Shkodra beim 1:1-Unentschieden gegen die Auswahl Albaniens

## Karriere als Trainer
Nach der Profi-Karriere beim FC Bayern München war er von 1991 bis Dezember 1994 und erneut 2002/03 Spielertrainer beim TSV Emmering. Von 2007 bis 2011 war er Trainer der 1. Mannschaft des ASV Rott/Inn.

## Erfolge
- Junioren-Weltmeister 1981
- Deutscher Meister 1986, 1987, 1989, 1990
- DFB-Pokal-Sieger 1982, 1986
- DFB-Supercup-Sieger 1987